# Herbert Ballmann

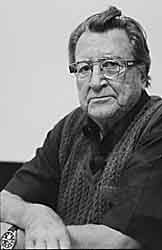
Herbert Ballmann (2002)

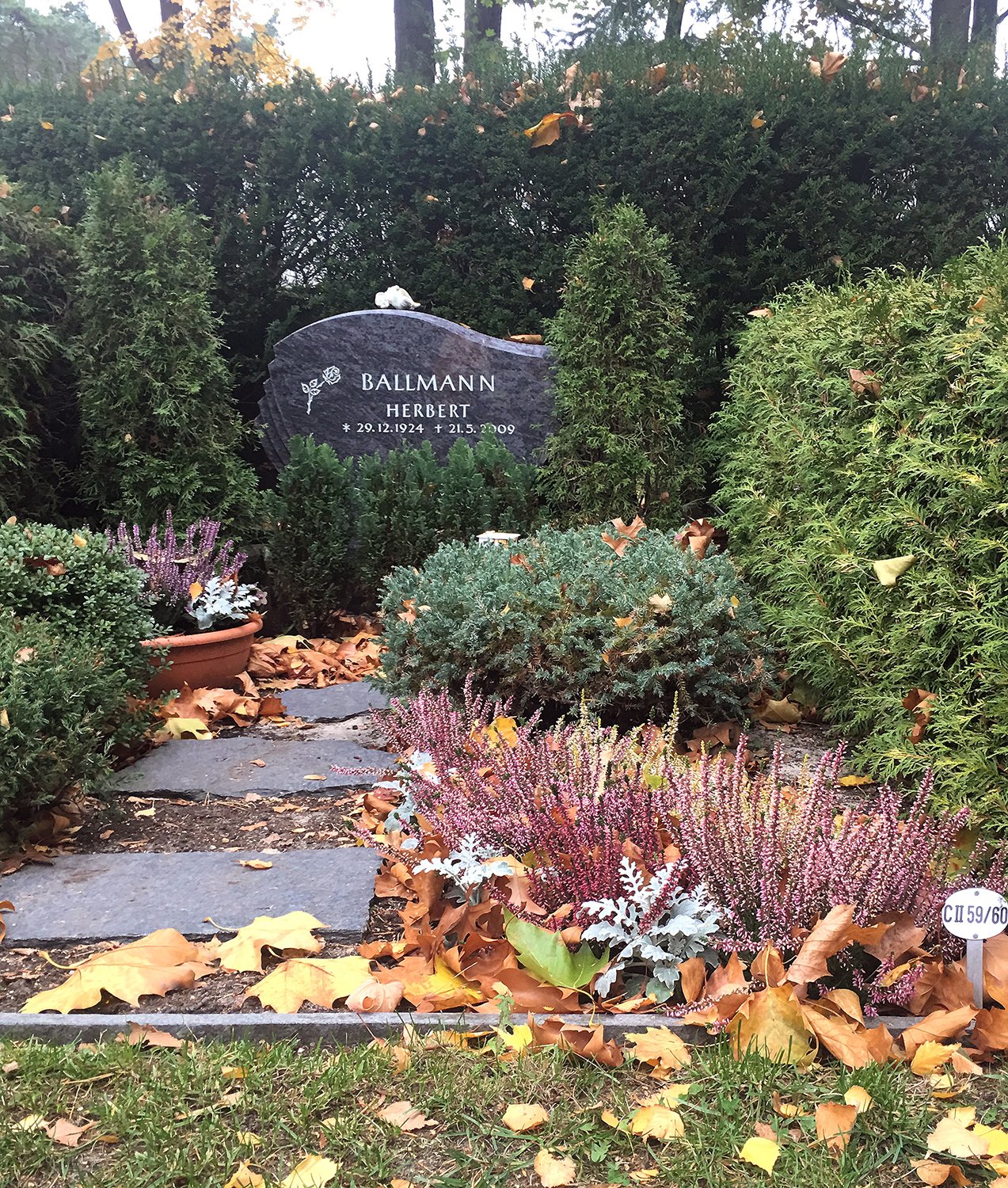
Grabstätte Herbert Ballmann (2018)

 Herbert Ballmann (* 29. Dezember 1924 in Dortmund; † 21. Mai 2009 in Berlin) war ein deutscher Filmproduzent sowie Theater- und Filmregisseur.

## Leben
Nach dem Abitur 1942 absolvierte Ballmann eine Schauspielausbildung am Berliner Schillertheater. Nach dem Zweiten Weltkrieg begann seine Karriere in der Deutschen Demokratischen Republik. Seine erste Filmarbeit war der Dokumentarfilm Blaue Wimpel im Sommerwind, der im Auftrag der Pionierorganisation der DDR entstand. Zwischen 1954 und 1958 leitete er die Kinder- und Jugendfilm-Studios der Deutschen Film AG, wo er vier Spielfilme inszenierte, darunter Der Teufel vom Mühlenberg (1955). Mit Der Prozeß wird vertagt nach dem Roman von Leonhard Frank entstand 1958 sein erster Spielfilm für Erwachsene. Bei seinem nächsten Projekt, Haus im Feuer nach dem Roman Die Stunde der toten Augen von Harry Thürk, kam es zu Unstimmigkeiten mit der DEFA-Leitung. Schließlich wurde ihm die Regie entzogen und das Projekt an Carl Balhaus übergeben, die Dreharbeiten wurden allerdings nach zwei Monaten endgültig abgebrochen.
Ballmann hatte die Schauspielerin Gisela Uhlen geheiratet, die Mitte der 1950er Jahre in die DDR übergesiedelt war, seit April 1959 wegen eines Engagements am Schiller-Theater aber wieder in West-Berlin wohnte. Die DEFA forderte ihn auf, von den ständigen Besuchen bei seiner Frau in West-Berlin Abstand zu nehmen. DEFA-Produktionsdirektor Albert Wilkening wies Ballmann unter vier Augen darauf hin, dass dessen Verhalten einen Verstoß gegen die Gesetze der DDR darstelle und für ihn strafrechtliche Konsequenzen haben könne. Ballmann entschloss sich daraufhin zur Flucht nach West-Berlin und zog 1959 nach Berlin-Grunewald zu seiner Frau. Von 1959 bis 1961 arbeitete er als Schauspieler und Regisseur am Schillertheater, ab 1961 als Regisseur am Hansatheater und am Theater am Kurfürstendamm. Die DEFA verklagte Ballmann vor der Künstlerkammer des West-Berliner Arbeitsgerichts auf 54.000 DM Schadenersatz, da er die Dreharbeiten zu seinem Film Ein Sommertag macht keine Liebe verlassen habe, obwohl eine Gefährdung für ihn nicht bestanden habe. Die Klage wurde abgewiesen. Der Film wurde von Gerhard Klein fertiggestellt.
1967 inszenierte er erstmals einen Fernsehfilm. Einem breiten Publikum bekannt wurde er 1978 mit der Fernsehreihe Ein Mann will nach oben nach dem Roman von Hans Fallada. Bald arbeitete er auch als Produzent; als Leiter der NFP – Neue Filmproduktion GmbH war er für Erfolgsserien wie Drei Damen vom Grill und Praxis Bülowbogen verantwortlich sowie Ende der 1990er Jahre für Der Havelkaiser mit Günter Pfitzmann und Rosemarie Fendel in den Hauptrollen.
1971 bekam er zusammen mit Wolfgang Patzschke und Herbert Stass den Adolf-Grimme-Preis mit Gold für Interview mit Herbert K.
1978 schlug Ballmann der DEFA vor, gemeinsam mit seiner West-Berliner Firma und einem weiteren Partner aus der Schweiz oder Österreich Joseph Roths Roman Das Spinnennetz zu verfilmen. Als Regisseur war Bernhard Wicki vorgesehen. Der Plan wurde auf Vorschlag wurde von DEFA-Generaldirektor Hans Dieter Mäde abgelehnt, als offizielle Begründung wurde ein fehlendes deutsch-deutsches Kulturabkommen angeführt.
Seine letzten Arbeiten als Kinoregisseur waren die Filmkomödien Einmal Ku’damm und zurück (1985) mit Ursela Monn, nach einer wahren Geschichte von Peter und Christa Gross-Feurich, und A.D.A.M. (1988) mit Helmut Berger und Désirée Nosbusch.
Von 1957 bis 1961 war Ballmann mit der Schauspielerin Gisela Uhlen verheiratet. In weiterer Ehe war er bis zu seinem Tod mit Renate Ballmann verheiratet. Renate Ballmann geb. Kobus starb am 15. Oktober 2020 in Berlin und ist an der Seite ihres Ehemanns Herbert Ballmann beigesetzt.
Die Grabstätte befindet sich auf dem Evangelischen Kirchhof Berlin-Nikolassee, Feld CII59/60.

## Filmografie (Auswahl)
- 1952: Blaue Wimpel im Sommerwind (Dokumentarfilm)
- 1954: Das geheimnisvolle Wrack
- 1955: Der Teufel vom Mühlenberg
- 1956: Das Traumschiff
- 1956: Tinko
- 1958: Der Prozeß wird vertagt
- 1959–1960: Haus im Feuer (nicht fertiggestellt)
- 1961: Ein Sommertag macht keine Liebe
- 1966: Das Millionending (Fernseh-Zweiteiler)
- 1969–1971: Familie Bergmann (Fernsehserie)
- 1969: Helgalein
- 1969: Attentat auf den Mächtigen (Fernsehfilm)
- 1970: Interview mit Herbert K. (Fernsehfilm)
- 1972: Das Geheimnis der alten Mamsell (Fernsehfilm)
- 1972: Frau Jenny Treibel (Fernsehfilm)
- 1973: Im Schillingshof (Fernsehfilm)
- 1975: Hoftheater (Fernsehserie)
- 1976: Ein Fall für Stein (Fernsehserie)
- 1977: Ein Mann will nach oben (Fernsehserie)
- 1983: Die zweite Frau (Fernsehfilm)
- 1985: Einmal Ku’damm und zurück
- 1988: A.D.A.M.
- 1994–2000: Der Havelkaiser (Fernsehserie)